# 64 (nombre)
« Soixante-quatre » redirige ici. Pour les autres significations, voir 64 (homonymie).
Le nombre 64 (soixante-quatre) est l'entier naturel qui suit 63 et qui précède 65.

## En mathématiques
Le nombre 64 est :
- le carré de 8.
- le cube de 4.
- un nombre composé deux fois brésilien car 64 = 4415 = 2231
- la plus petite puissance de deux positive qui n'est adjacente ni à un nombre premier de Mersenne, ni à un nombre premier de Fermat.
- un nombre triangulaire centré.
- un dodécagonal.
- un auto nombre.

## Dans d'autres domaines
Le nombre 64 est aussi :
- l'indicatif téléphonique international pour appeler la Nouvelle-Zélande,
- le numéro atomique du gadolinium,
- le numéro de la sourate At-Taghabun dans le Coran,
- dans certains langages de programmation, la taille en bits de certains types de données,
- la taille des registres entiers dans un processeur 64-bits,
- en Chine, « 64 incidents » font référence à la manifestation de la place Tian'anmen du 4 juin 1989,
- le nombre total de cases sur le plateau du jeu d'échecs,
- le nombre de caractères en Braille dans l'ancien système à 6 points,
- le nombre maximal de traits dans n'importe quel sinogramme,
- le nombre des hexagrammes du Yi Jing, formés par combinaisons des huit trigrammes,
- le nombre de tours quotidiens de chapelet prescrits aux adeptes indiens de l'Association internationale pour la conscience de Krishna, durant lesquels ils doivent chanter à 6 912 reprises le mahāmantra,
- le numéro du département français des Pyrénées-Atlantiques.